# Cinderella (musikgrupp)
För andra betydelser, se Cinderella.
Cinderella var en amerikansk hårdrocksgrupp som bildades 1982 i Philadelphia av Tom Keifer (sång) och Eric Brittingham (basgitarr). Bandet sågs som ett av de populäraste inom 80-talets glam metal-scen då de slog igenom med singlarna "Shake Me", "Nobody's Fool" och "Somebody Save Me" från debutalbumet Night Songs (1986) samt pianoballaden "Don't Know What You Got (Till It's Gone)" från andra albumet Long Cold Winter (1988). På tredje albumet, Heartbreak Station (1990), övergick man till ett mer bluesrock-orienterat sound. 
1991 förlamades Tom Keifers stämband vilket ledde till att han tappade rösten; han genomgick flera operationer innan han kunde tala igen. Detta bidrog även till fördröjningar av fjärde albumet, Still Climbing, som slutligen släpptes i november 1994 med Kenny Aronoff på trummor. Dessvärre varade inte skivan länge på listorna. 1995 hade bandet ett uppehåll, vilket fick till följd att bandet sparkades av sitt skivbolag Mercury Records. Bandet var dock tillbaka efter bara ett år.
Bandet har inte givit ut något mer album sedan det fjärde albumet Still Climbing , i november 2017 meddelade Tom Keifer att bandet är nedlagt.

## Medlemmar
Senaste medlemmar
- Tom Keifer – sång, gitarr, keyboard, piano, mandolin, dobro, saxofon, munspel (1983–2017)
- Eric Brittingham – basgitarr, bakgrundssång (1983–2017)
- Jeff LaBar – gitarr, bakgrundssång (1985–2017) (avliden den 14 juli 2021)
- Fred Coury – trummor, slagverk, bakgrundssång (1986–1991, 1996–2017)

Tidigare medlemmar
- Michael Kelly Smith – gitarr, bakgrundssång (1983–1985)
- Tony Destra – trummor, slagverk (1983–1985; död 1987)
- Jim Drnec – trummor, slagverk (1985–1986)
- Jody Cortez  – trummor, slagverk (1986)
- Albie "Al" Barker – trummor, slagverk (1986)
- Kevin Conway – trummor, slagverk (1991)
- Kevin Valentine – trummor, slagverk (1991–1993)
- Kenny Aronoff  – trummor, slagverk (1994)
- Ray Brinker – trummor, slagverk (1994–1995)

Livemedlemmar
- Gary Corbett – keyboard, bakgrundssång (2005– )

Tidigare livemedlemmar
- Rick Criniti – keyboard, piano, orgel, synthesizer, bakgrundssång (1986–1995)
- Ray Brinker – trummor, slagverk (1994–1995)
- John Rogers – trummor, slagverk (2009–2010)
- Garry Nutt – basgitarr (1989, 2000)
- Paul Taylor – keyboard, bakgrundssång (2012)

## Diskografi

### Studioalbum
- Night Songs (1986) (3X Platina US #3)
- Long Cold Winter (1988) (3X Platina USA #10)
- Heartbreak Station (1990) (Platina USA #19)
- Still Climbing (1994) (USA #178)

### Livealbum
- Live Train to Heartbreak Station (1991)
- Live at the Key Club (1999)
- In Concert (2004)
- Extended Versions (2006)
- Gypsy Road: Live (2006)

### EP
- The Live E.P. (1987)
- Shelter Me (1990)
- Live Train to Heartbreak Station (1991)

### Singlar
- "Nobody's Fool" / "Push, Push" (1986)
- "Shake Me" / "Night Songs" (1987)
- "Somebody Save Me" / "Hell on Wheels" (1987)
- "Don't Know What You Got (Till It's Gone)" / "Fire and Ice" (1989)
- "The Last Mile" / "Long Cold Winter" (1989)
- "Coming Home" / "Take Me Back" (1989)
- "Gypsy Road" / "Jumpin' Jack Flash (Live)" (1989)
- "Deuce" / "Coming Home" (1990) (delad singel: KISS / Cinderella)
- "Shelter Me" / "Electric Love" (1990)
- "The More Things Change" (1991)
- "Heartbreak Station" / "Sick for the Cure" / "Move Over" (1991)
- "Don't Know What You've Got (Till It's Gone)" / "Coming Home" (1992)
- "Hot and Bothered" (1992)
- "Nobody's Fool" / "Shelter Me" (1992)
- "All Comes Down" (1994)
- "Bad Attitude Shuffle" (1994)
- "Through the Rain" (1994)

### Samlingsalbum
- Looking Back (1997)
- Once Upon a... (1997)
- Rocked, Wired & Bluesed: The Greatest Hits (2005)
- Gold (2006)

### DVD
- Rocked, Wired & Bluesed - The Greatest Video Hits (2005)
- In Concert (2005)